# Ronde van Frankrijk 1920
| Route van de Ronde van Frankrijk 1920 met start in Parijs. |                         |               |
| Eindklassement                                             |                         |               |
| Algemeen klassement                                        | Philippe Thys           | 228h 36' 13"  |
| Tweede                                                     | Hector Heusghem         | + 57' 21"     |
| Derde                                                      | Firmin Lambot           | + 1h 39' 35"  |
| Vierde                                                     | Léon Scieur             | + 1h 44' 38"  |
| Vijfde                                                     | Emile Masson            | + 2h 56' 53"  |
| Zesde                                                      | Louis Heusghem          | + 3h 40' 47"  |
| Zevende                                                    | Jean Rossius            | + 3h 49' 55"  |
| Achtste                                                    | Honoré Barthélémy       | + 5h 35' 19"  |
| Negende                                                    | Félix Goethals          | + 9h 23' 07"  |
| Tiende                                                     | Jef Vandaele            | + 10h 45' 41" |
| Rode Lantaarn                                              | Charles Raboisson (22e) | + 69h 00' 05" |
| Ploegenklassement                                          | La sportive             | -             |
| Tweede                                                     | ?                       | -             |
| Derde                                                      | ?                       | -             |

De 14e editie van de Ronde van Frankrijk ging van start op 27 juni 1920 in Parijs, alwaar de ronde op 25 juli ook eindigde. Er stonden 113 renners aan de start.
- Aantal ritten: 15
- Totale afstand: 5503 km
- Gemiddelde snelheid: 24.072 km/h
- Aantal deelnemers: 113
- Aantal uitvallers: 91

## Intro
Ondanks dat de oorlog alweer twee jaar voorbij was, hadden de wielerploegen nog steeds moeite om de renners in dezelfde mate te sponsoren als vóór 1914. Daarom bundelden ze hun krachten onder de naam La Sportive. De renners werden ingedeeld in twee categorieën; de première classe (eerste klas) voor professionals en de deuxième classe (tweede klas) voor amateurs.
Het parcours, bestaande uit 15 etappes met een totale afstand van circa 5000 km en start en finish in Parijs, was nagenoeg identiek aan dat van 1919 en zou tot en met de Tour van 1924 nauwelijks hiervan afwijken.
De Tour van 1919 werd sterk beïnvloed door de slechte wegen als gevolg van de oorlog, maar in 1920 waren deze weer een stuk verbeterd.

## Favorieten
De Fransen hadden drie belangrijke troeven in Eugène Christophe, Jean Alavoine en Henri Pélissier. Bij de Belgen was Philippe Thys, die in 1919 met een slechte conditie aan de Tour begon en al in de eerste etappe uitviel, nu in een beter doen. Hij had zich de zware kritiek in de dagbladen aangetrokken en had in de voorbije winter hard getraind om deze keer beter voor de dag te komen. Ook Firmin Lambot, de winnaar van verleden jaar was weer een van de gegadigden voor de eindoverwinning.

## Wedstrijdverloop
De Tour van 1920 werd achteraf aangemerkt als een vrij saaie ronde. Het werd dan ook de langzaamste Tour in de geschiedenis, mede omdat het extreem heet was en na vier etappes al 65 van de 113 coureurs waren uitgevallen. De Belgen, en in het bijzonder Philippe Thys, waren in deze Tour oppermachtig. 

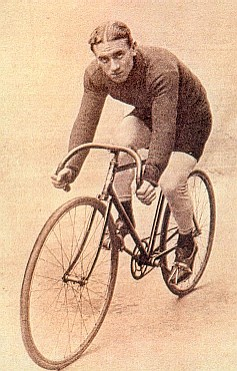
Philippe Thys
(1890-1971) winnaar Tour 1920

Thys finishte in de eerste vijf etappes telkens bij de eerste vijf, hij won vier etappes en werd zeven keer tweede. In de tweede etappe, die door hem werd gewonnen, pakte Thys de leiding in het klassement, al moest hij die tot de zesde etappe nog delen.
Enkele Franse favorieten hielden het al gauw voor gezien. Jean Alavoine verdween in de tweede etappe van het strijdtoneel en Francis Pélissier in de derde etappe, terwijl Eugène Christophe in de zevende etappe de strijd moest staken wegens rugpijn. Henri Pélissier had wel een goede start door de derde en vierde etappe te winnen en vormde de grootste bedreiging voor Philippe Thys. Maar in de vijfde etappe kreeg hij twee strafminuten wegens het opzettelijk weggooien van een buitenband. Pélissier protesteerde tegen de straf en toen deze niet werd ingetrokken verliet hij meteen de koers. Desgrange verweet hem dat hij niet hard genoeg was om ooit de Tour te kunnen winnen. Later, in de ronde van 1923 zou hem dit echter toch lukken.
De eerste vijf etappes eindigden in een groepsspurt, waardoor meerdere coureurs de leiding hadden in het klassement. Hier bleef het niet bij want 12 van de 15 etappes eindigden in een groepsspurt (ook toen al). Een aantal renners had tot en met de vijfde etappe de leiding in het klassement. De in 1919 ingevoerde gele trui werd dan ook niet uitgereikt. Deze gang van zaken beviel Desgrange helemaal niet en hij beval de coureurs te rijden als individuelen. Na de vijfde etappe had Thys de leiding in dezelfde tijd als zijn landgenoot Emile Masson.
In de zesde en zevende etappe reden de renners over de Pyreneeën. Thys reed heel economisch en hij bleef kort in de buurt bij zijn grootste rivalen, en ging zelf niet in de aanval. Na deze bergetappes had hij de leiding met bijna een half uur voorsprong op Hector Heusghem. De volgende etappe won hij met een half uur voorsprong op Heusghem, zodat hij nu een uur op hem voor lag. Heusghem won wel nog de negende etappe maar kon geen tijd terugwinnen op Thys die zelf derde werd.
De eerste zeven plaatsen in het eindklassement werden bezet door Belgen. Nummer 8 Honoré Barthélémy werd bij aankomst in Parijs luid toegejuicht, niet alleen omdat hij de eerste Fransman was, maar ook omdat hij de Tour uitreed nadat hij bij een val op de Galibier onder meer zijn sleutelbeen gebroken had. Firmin Lambot, de winnaar van 1919, was de sterkste in de bergen, maar had in het begin van de ronde al te veel verloren om een kans te maken op de eindoverwinning.

## Belgische en Nederlandse prestaties

### Belgische etappezeges
- Louis Mottiat won de 1e etappe van Parijs naar Le Havre.
- Philippe Thys won de 2e etappe van Le Havre naar Cherbourg, de 9e etappe van Aix-en-Provence naar Nice, de 12e etappe van Gex naar Straatsburg en de 13e etappe van Straatsburg naar Metz.
- Firmin Lambot won de 5e etappe van Les Sables naar Bayonne en de 6e etappe van Bayonne naar Luchon.
- Jean Rossius won de 7e etappe van Luchon naar Perpignan en de 15e etappe van Duinkerken naar Parijs.
- Louis Heusghem won de 8e etappe van Perpignan naar Aix-en-Provence.
- Hector Heusghem won de 10e etappe van Nice naar Grenoble.
- Léon Scieur 11e etappe van Grenoble naar Gex.

### Nederlandse etappezeges
- In 1920 was er geen Nederlandse etappezege.

## Etappeoverzicht
| Etappe | Start - Finish                | km     | Etappewinnaar   | Leider klassement |
| ------ | ----------------------------- | ------ | --------------- | ----------------- |
| 1e     | Parijs - Le Havre             | 388 km | Louis Mottiat   | Louis Mottiat 1)  |
| 2e     | Le Havre - Cherbourg          | 364 km | Philippe Thys   | Philippe Thys 2)  |
| 3e     | Cherbourg - Brest             | 405 km | Henri Pélissier | Philippe Thys 3)  |
| 4e     | Brest - Les Sables-d'Olonne   | 412 km | Henri Pélissier | Philippe Thys 4)  |
| 5e     | Les Sables-d'Olonne - Bayonne | 482 km | Firmin Lambot   | Philippe Thys 4)  |
| 6e     | Bayonne - Luchon              | 326 km | Firmin Lambot   | Philippe Thys     |
| 7e     | Luchon - Perpignan            | 323 km | Jean Rossius    | Philippe Thys     |
| 8e     | Perpignan - Aix-en-Provence   | 325 km | Louis Heusghem  | Philippe Thys     |
| 9e     | Aix-en-Provence - Nice        | 356 km | Philippe Thys   | Philippe Thys     |
| 10e    | Nice - Grenoble               | 333 km | Hector Heusghem | Philippe Thys     |
| 11e    | Grenoble - Gex                | 362 km | Léon Scieur     | Philippe Thys     |
| 12e    | Gex - Straatsburg             | 354 km | Philippe Thys   | Philippe Thys     |
| 13e    | Straatsburg - Metz            | 300 km | Philippe Thys   | Philippe Thys     |
| 14e    | Metz - Duinkerke              | 433 km | Félix Goethals  | Philippe Thys     |
| 15e    | Duinkerke - Parijs            | 340 km | Jean Rossius    | Philippe Thys     |

Noten bij het etappeoverzicht:

1. Na de eerste etappe hadden Mottiat, Rossius, Thys, Goethals en Masson dezelfde tijd achter hun naam. Mottiat werd eerste gerangschikt omdat hij de eerste etappe had gewonnen. 

2. Na de tweede etappe hadden Mottiat, Rossius, Thys, Goethals en Masson dezelfde tijd achter hun naam. In sommige klassementen werden zij alle als leider aangeduid, in andere klassementen werd Thys als de leider aangeduid omdat hij de hoogste rangschikking had in de beide eerste etappes. 

3. Na de derde etappe hadden Rossius, Thys, Goethals en Masson dezelfde tijd achter hun naam. In sommige klassementen werden zij alle als leider aangeduid, in andere klassementen werd Thys als de leider aangeduid omdat hij de hoogste rangschikking had in de drie eerste etappes. 

4. Na de vierde en de vijfde etappe hadden Thys en Masson dezelfde tijd achter hun naam. In sommige klassementen werden zij beiden als leider aangeduid, in andere klassementen werd Thys als de leider aangeduid omdat hij de hoogste rangschikking had in de eerste vier en vijf etappes.

## Klassementsleiders na elke etappe
De gele trui werd pas uitgereikt na de negende etappe.
| Etappe         | Gele trui       |
| 1              | Niet uitgereikt |
| 2              | Niet uitgereikt |
| 3              | Niet uitgereikt |
| 4              | Niet uitgereikt |
| 5              | Niet uitgereikt |
| 6              | Niet uitgereikt |
| 7              | Niet uitgereikt |
| 8              | Niet uitgereikt |
| 9              | Philippe Thys   |
| 10             | Philippe Thys   |
| 11             | Philippe Thys   |
| 12             | Philippe Thys   |
| 13             | Philippe Thys   |
| 14             | Philippe Thys   |
| 15             | Philippe Thys   |
| Eindklassement | Philippe Thys   |

 winnaars gele trui · 
 puntenklassement · 
 bergklassement · 
 jongerenklassement · 
 tussensprintklassement · 
 combinatieklassement · 
 ploegenklassement · 
 strijdlust · 
rode lantaarn
records · meeste deelnames · ranglijst etappewinnaars · bekende beklimmingen · valpartijen · dopinggevallen · Grand Départ · Souvenir Henri Desgrange
1903 · 
1904 · 
1905 · 
1906 · 
1907 · 
1908 · 
1909 · 
1910 · 
1911 · 
1912 · 
1913 · 
1914 ·
1915 ·
1916 ·
1917 ·
1918 · 
1919 · 
1920 · 
1921 · 
1922 · 
1923 · 
1924 · 
1925 · 
1926 · 
1927 · 
1928 · 
1929 · 
1930 · 
1931 · 
1932 · 
1933 · 
1934 · 
1935 · 
1936 · 
1937 · 
1938 · 
1939 · 
1940 ·
1941 ·
1942 ·
1943 ·
1944 ·
1945 ·
1946 ·
1947 · 
1948 · 
1949 · 
1950 · 
1951 · 
1952 · 
1953 · 
1954 · 
1955 · 
1956 · 
1957 · 
1958 · 
1959 · 
1960 · 
1961 · 
1962 · 
1963 · 
1964 · 
1965 · 
1966 · 
1967 · 
1968 · 
1969 · 
1970 · 
1971 · 
1972 · 
1973 · 
1974 · 
1975 · 
1976 · 
1977 · 
1978 · 
1979 · 
1980 · 
1981 · 
1982 · 
1983 · 
1984 · 
1985 · 
1986 · 
1987 · 
1988 · 
1989 · 
1990 · 
1991 · 
1992 · 
1993 · 
1994 · 
1995 · 
1996 · 
1997 · 
1998 · 
1999 · 
2000 · 
2001 · 
2002 · 
2003 · 
2004 · 
2005 · 
2006 · 
2007 · 
2008 · 
2009 · 
2010 · 
2011 · 
2012 · 
2013 · 
2014 · 
2015 · 
2016 · 
2017 · 
2018 · 
2019 ·
2020 · 
2021 · 
2022 · 
2023 · 
2024 · 
2025